# Adolphe-Charles Adam
Adolphe-Charles Adam, francoski skladatelj in kritik, * 24. julij 1803, Pariz, † 3. maj 1856, Pariz (Francija)

## Življenje
Njegov oče je bil pianist, glasbeni pedagog in skladatelj. Kot otrok je Adam raje improviziral glasbo, kot da bi se učil skladbe drugih skladateljev. Leta 1821 se je vpisal na Pariški glasbeni konservatorij, kjer je študiral orgle in harmonij pri François-Adrien Boieldieu-ju. Njegov oče ga ni spodbujal h glasbeni karieri. Leta 1825 je pomagal Boieldieu-ju pripraviti parte za opero La dame blanche in naredil klavirski izvleček partiture. Z zasluženim denarjem si je lahko privoščil potovanje po Evropi in do leta 1830 dokončal 28 scenskih del.
Adam je najbolj poznan po baletu Giselle (1841). Skomponiral je številne druge balete in 39 oper, od katerih sta pomembnejši Le Postillon de Longjumeau (1836) and Si j'étais roi (1852).
Po sporih z ravnateljem Pariške opere je Adam investiral ves svoj kapital in se tudi močno zadolžil, da je ustanovil tretjo operno hišo v Parizu: Théâtre National. Opera je svoja vrata odprla leta 1847, vendar je že leta 1848 prenehala z delovanjem zaradi Francoske revolucije. Adam je tako ostal do vratu zadolžen. Od leta 1849 do smrti je poučeval na Pariškem glasbenem konservatoriju.
Njegova božična pesem Cantique de Noël je postala mednarodna uspešnica, obstaja tudi domneva, da je bila prvo glasbeno delo, predvajano po radiu. Mnogo zgodovinarjev trdi, da je bil Adam Jud, vendar je bil zagotovo, vsaj v zadnjem življenjskem obdobju, katoličan. Umrl je v Parizu in je pokopan na pokopališču Montmartre..